# Lézignan-la-Cèbe
Lézignan-la-Cèbe – miejscowość i gmina we Francji, w regionie Oksytania, w departamencie Hérault.
Według danych na rok 1990 gminę zamieszkiwało 977 osób, a gęstość zaludnienia wynosiła 159 osób/km² (wśród 1545 gmin Langwedocji-Roussillon Lézignan-la-Cèbe plasuje się na 347 miejscu pod względem liczby ludności, natomiast pod względem powierzchni na miejscu 958).